# Christian Lemmerz
Christian Lemmerz (født 30. januar 1959 i Karlsruhe, Tyskland) er en tysk billedhugger, grafiker og performancekunstner. Var i 1981 medstifter af Værkstedet Værst sammen med bl.a. Erik A. Frandsen og Lars Nørgård.
Han er blandet andet kendt for sine rådnende svinekroppe i glasmontrer på Esbjerg Kunstmuseum i 1994.
Lemmerz blev uddannet som billedhugger 1978-82 i Carrara, Italien. Han blev i 1983 optaget på kunstakademiet i København, hvor han afsluttede fem år senere.
Han vakte tidligt opsigt med sin forfaldsæstetik og bizarre materialesammensætninger i værker, der ofte tematiserede sygdomstilstande, død og forgængelighed, ikke sjældent med en god portion humor iblandet. I 1988 viste Århus Kunstmuseum udstillingen Skrevet i vand med aktuelle værker.
I 1990'erne eksperimenterede han med organiske materialer såsom gips og marmor. Desuden har han prøvet kræfter som både scenograf og filmmager.